# Siccia interspersa
Siccia interspersa là một loài bướm đêm thuộc phân họ Arctiinae, họ Erebidae.